# 謝啟祚
謝啟祚（約1698年—約1818年），廣東肇慶府高要縣人，諸生。乾隆丙午年（1786年）秋天以98歲高齡參加鄉試中舉。後參加會試，授為國子監司業。三年後被乾隆皇帝晉升為鴻臚寺卿。

## 生平
乾隆丙午年（1786年）秋天，謝啟祚參加鄉試中舉。時年98歲，授翰林院檢討。他創作《老女出嫁詩》自嘲道：「行年九十八，出嫁不勝羞。照鏡花生靨，持梳雪滿頭。自知真處於，人號老風流。寄語青春女，休誇早好逑。」
翌年，謝啟祚參加會試未第，但得到朝廷特別恩賜，獲授為國子監司業。三年後，謝啟祚前來祝賀乾隆皇帝的八十歲大壽生日典禮，獲晉升成為鴻臚寺卿。大學士朱珪於其102歲時向皇帝上書，寫道：「謝啟祚年逾百齡，精神矍鑠，曾元繞膝……洵為昇平人瑞。著加賞編修銜，御書扁額以賜，並賞給大荷包一對，小荷包四個，所有應行建坊旌賞之處……」為他加賞翰林院編修之官階，並賜其「壽禹昌文」匾。後謝啟祚以120歲高齡逝世。

## 軼事
- 依照謝啟祚的年紀，早就可以請求朝廷恩賜，但當官員每次提名他時他都拒絕。謝啟祚說：「科舉的名分是注定好的。我還有能力，怎麼知道有一天不會為年老的學者們出一口氣？」[6]
- 與謝啟祚一同中舉的還有一位15歲的孩童。當時的某位巡撫寫了一首《鹿鳴宴紀盛》詩，詩中有兩句寫道：「老人南極天邊見，童子春風座上來。」一度被傳為佳話。[7][8]